# Meindorf
Meindorf ist ein Stadtbezirk der Stadt Sankt Augustin im nordrhein-westfälischen Rhein-Sieg-Kreis mit etwa 2900 Einwohnern. Ortsvorsteher des Bezirks ist seit 2023 Michael Loegler (FDP).

## Lage
Meindorf liegt auf einer Anhöhe über dem Lauf der Sieg, die ca. vier Kilometer westlich in den Rhein mündet.

## Geschichte
Meindorf ist wohl während der fränkischen Landnahmen im Rheinland im 5. bis 8. Jahrhundert entstanden. Urkundlich ist Meindorf zum ersten Mal im 13. Jahrhundert erwähnt. Offensichtlich gab es in Meindorf auch einmal eine Burg, deren Überreste Ende des 19. Jahrhunderts gefunden wurden. Auch ein Adelsgeschlecht „von Meindorf“ ist urkundlich belegt.
Im Ersten Koalitionskrieg setzte am 1. Juni 1796 der französische General Colaud mit einer Division, unter dem Widerstand österreichischer Truppen unter General Kienmeier, über die Sieg und errang die Furten bei Meindorf und Menden. Nachdem die Franzosen immer mehr Kavallerie über die Sieg brachten, drängten sie die österreichischen Truppen bis Hangelar zurück. Bei Niederpleis sammelten sich diese nochmals mit der Reserve zur Gegenoffensive, mussten aber schließlich der Übermacht weichen und wurden bis zu den Anhöhen hinter Hennef zurückgedrängt.

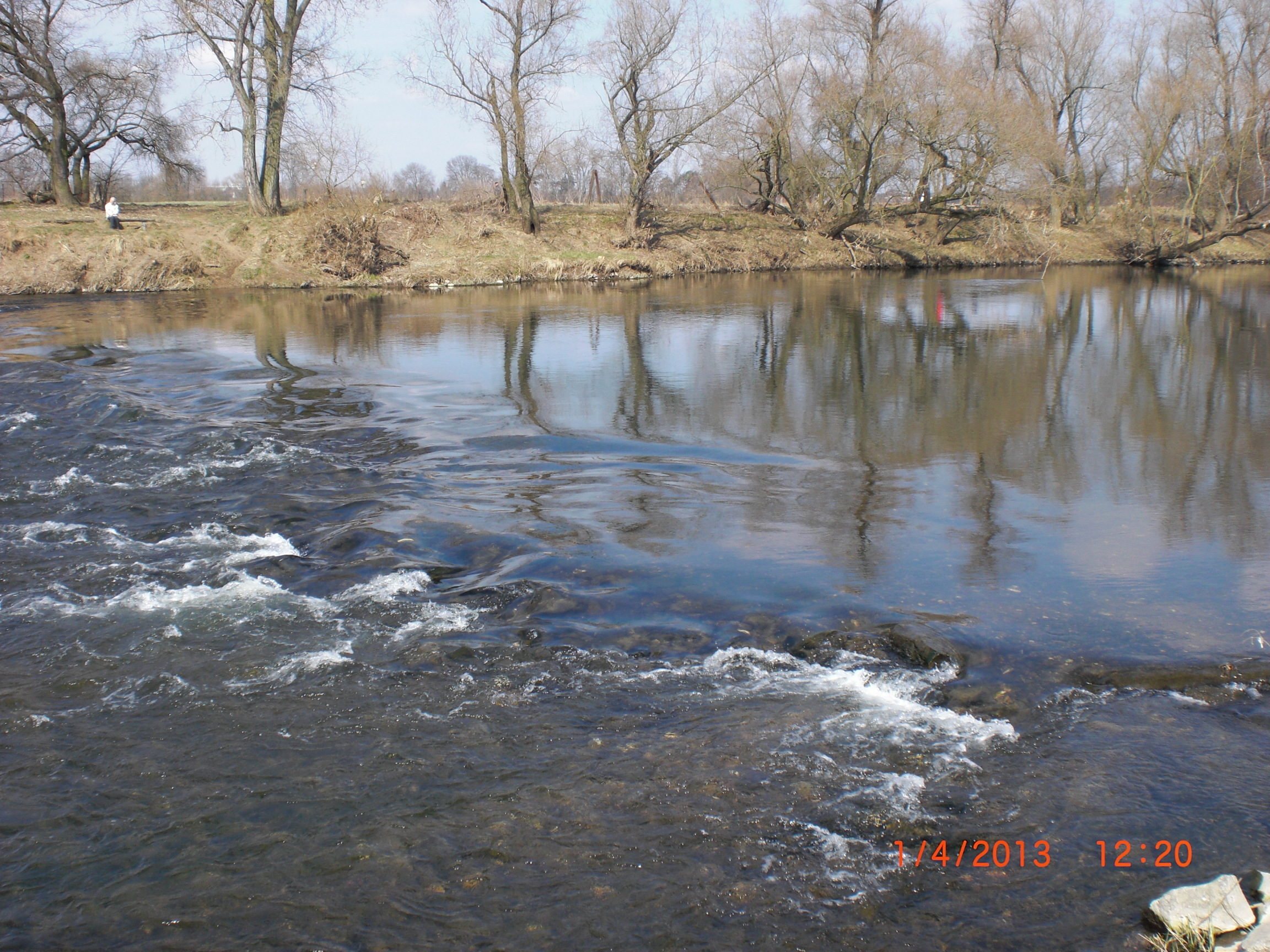
Die Furt von Meindorf (im Volksmund „Kuhpfad“ genannt) in heutigem Zustand

Zu Beginn des 19. Jahrhunderts wurde Meindorf im Zuge der preußischen Neuordnung im Rheinland der Bürgermeisterei Menden (ab 1927 Amt Menden) angegliedert. Im Zuge der kommunalen Neuordnung in Nordrhein-Westfalen (Bonn-Gesetz) wurde Meindorf am 1. August 1969 in die neugegründete Gemeinde und heutige Stadt Sankt Augustin eingegliedert.

### Einwohnerentwicklung
| Jahr | Einwohner |
| ---- | --------- |
| 1816 | 213       |
| 1843 | 290       |
| 1871 | 345       |
| 1905 | 449       |
| 1961 | 949       |
| 2017 | 2971      |

## Infrastruktur und Wirtschaft
Meindorf verfügt über eine katholische Grundschule sowie zwei Kindergärten, einer in katholischer Trägerschaft, der andere in Trägerschaft der Arbeiterwohlfahrt. Des Weiteren gibt es einen Friseur sowie eine Gaststätte und diverse andere Dienstleister. Ein Penny-Markt mit angebundener Bäckerei am Ortseingang wurde im Sommer 2013 gemeinsam mit einem neuen AWO-Kindergartengebäude eröffnet.

## Religion und Kirche

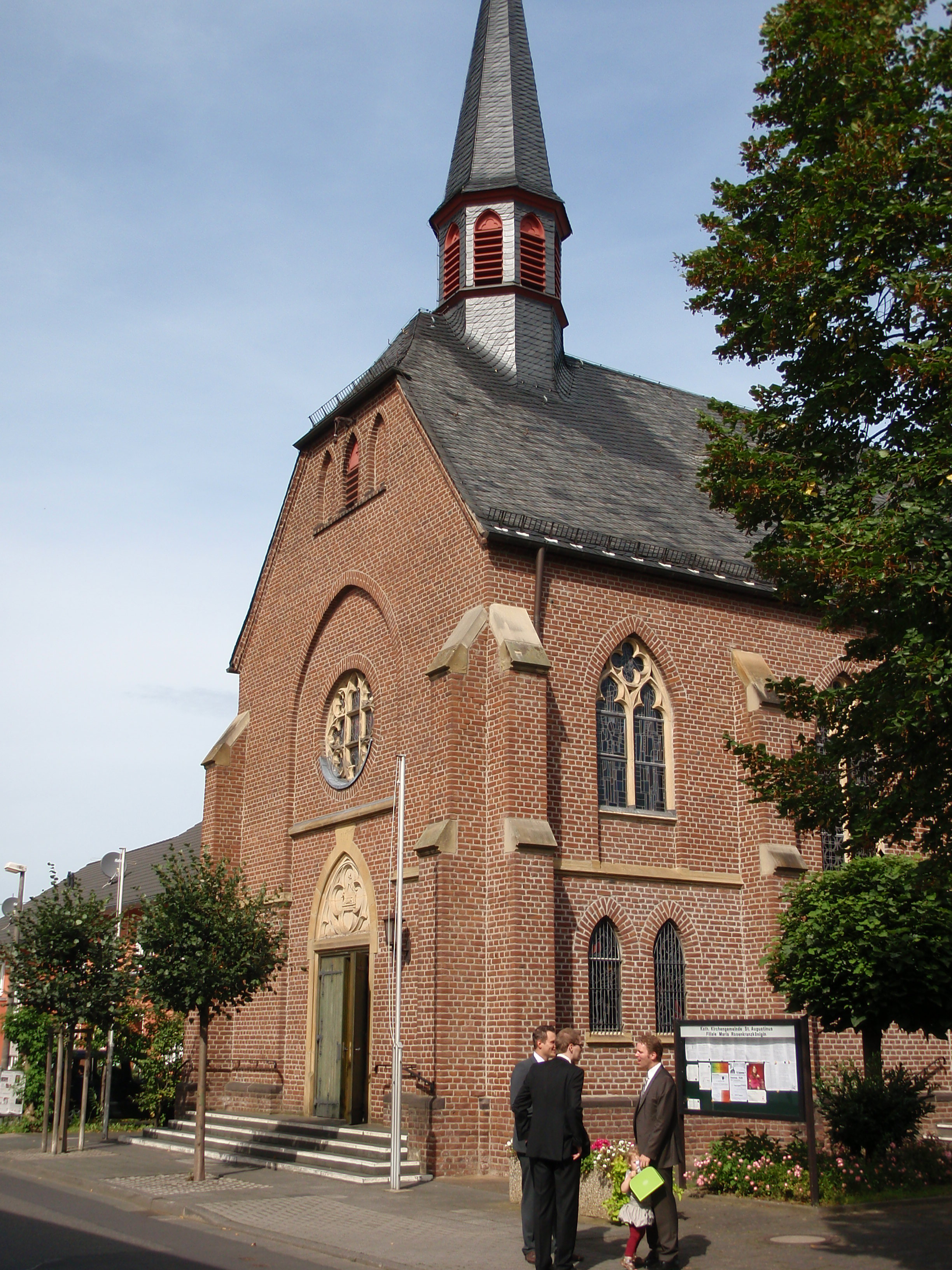
Kapelle in Meindorf

Im Bereich der katholischen Kirche gehört Meindorf zur Pfarrei St. Augustinus Menden. Meindorf verfügt allerdings über eine eigene Filialkirche mit dem Namen St. Maria Rosenkranzkönigin. Die evangelischen Christen sind in einer „Evangelischen Kirchengemeinde Menden und Meindorf“ zusammengefasst. Eine evangelische Kirche gibt es in Meindorf nicht. Ein sonntäglicher Gottesdienst im Monat findet jedoch in der katholischen Filialkirche statt.

## Sport
In Meindorf sind zwei Sportvereine ansässig:
- Der FC Adler Meindorf 1911 e. V. (Fußballverein) verfügt über eine Vielzahl von Mannschaften für Mädchen und Jungen in fast allen Altersklassen. Heimspielstätte ist der Naturrasenplatz in den Siegauen.
- Der TuS Meindorf 1966 e. V. betreibt mit seinen Unterabteilungen diverse Sportarten.

## Verkehr

### ÖPNV
Am Meindorfer Ortsrand liegt der Haltepunkt Menden (Rheinland). Von dort bestehen Zugverbindungen auf der rechten Rheinstrecke nach Köln, Flughafen Köln/Bonn, Bonn-Beuel und Koblenz.
Zudem gibt es in Meindorf vier Bushaltestellen (Siedlung, Schule, Kirche, Wasserwerke), welche allesamt durch folgende Linien angefahren werden:
| Linie | Linienverlauf                                                                                          | Takt (mo-fr/sa/so) |
| ----- | --- | ------------------ |
| 540   | Bonn Hbf. – Beuel Mitte – Schwarzrheindorf – Geislar – Meindorf – Menden Bf. – Sankt Augustin Zentrum  | 20/20/–            |
| 640   | Bonn Hbf. – Beuel Mitte – Schwarzrheindorf – Geislar – Meindorf – Menden Bf. – Mülldorf – Siegburg Bf. | 20/20/30           |

### Motorisierter Individualverkehr
Durch Meindorf führt die Landesstraße 16. Die nächsten Autobahnanschlussstellen sind „Bonn-Beuel“ (A 565, ASt 2) und „Siegburg“ (A 560, ASt 2).

## Persönlichkeiten
- Josef Butz (1891–1989), Musikverleger, Komponist und Musikwissenschaftler, der ab 1983 in Meindorf wohnte und dort seinen Musikverlag weiter betrieb
- Engelbert Scheiffarth (1895–1990), Schulleiter an der katholischen Grundschule Meindorf bis 1957. Er war maßgeblich am Erhalt der dörflichen Kultur beteiligt
- Hans Fröhlich (1947–2016), Geodät und Hochschullehrer, lebte in Meindorf
- Martin Metz (* 1983), Politiker (Bündnis 90/Die Grünen), Landtagsabgeordneter und ehemaliger Ortsvorsteher von Meindorf